# Holocaust Memorial for the Commonwealth of Pennsylvania
Holocaust Memorial for the Commonwealth of Pennsylvania je památník holokaustu stojící na North Front Streets v Riverfront Park v Harrisburgu v Pensylvánii. Naplánoval ho v roce 1992 výbor reprezentující Židovské komunitní centrum v Harrisburgu. Byl navržen Davidem Ascalonem na místě určeném městem - ve veřejném parku u řeky Susquehanna. Použitým materiálem byla žula a svařovaná ocel. Památník byl odhalen v roce 1994. Každý rok se tu koná připomínka Jom ha-šo'a.